# هوبا بوبا
هوبا بوبا (انگلیسی: Hubba Bubba) شرکت صنایع غذایی آمریکایی است، که در سال ۱۹۷۹ تأسیس شد و هم‌اکنون زیرمجموعه‌ای از شرکت مارس اینکورپوریتد می‌باشد.